# Île de Berder
Die Île de Berder ist eine 0,25 km² große Gezeiteninsel (französisch Île-de-marée) südöstlich von Larmor-Baden im Golf von Morbihan in der Bretagne in Frankreich.
Bei Niedrigwasser ist die bis ins 18. Jahrhundert "Île de Brede" genannte Insel über eine sogenannte "Chaussée submersible" oder "Gué" (deutsch Gezeitenstraße bzw. Furt) erreichbar, die ansonsten überflutet ist.
In Frankreich befinden sich derartige Straßen noch:
- im Estuaire de la Somme mit der Gué de Blanquetaque (Furt)
- bei der Île Callot, mit Passe aux Moutons bei Carantec
- bei der Île de Noirmoutier die Passage du Gois
- bei der Île Tascon, bei Saint-Armel
- bei der île Madame, der Passe aux bœufs

Der Name "Berder" oder „Vient de Berdic“ bedeutet auf Bretonisch: Brüder und Schwestern einer Familie.
Die Insel lebt vom Fremdenverkehr. Im Jahr 2012 wurde sie an die Rennes Giboire Gruppe verkauft, die ein 4-Sterne-Hotel plant. Wie fast alle kleinen Inseln im Golf von Morbihan ist sie in Privatbesitz. Man darf sie aber betreten und den Küstenweg rund um die Insel benutzen.